# Berlin-Spandau
À ne pas confondre avec l'arrondissement de Spandau.
Berlin-Spandau [ˈʃpandaʊ̯]  est un quartier de l'ouest de Berlin, capitale de l'Allemagne; un des neuf quartiers de l'arrondissement de Spandau. Il comprend le cœur de la ville autrefois indépendante, bien connu pour son centre historique (en allemand : Altstadt).

## Géographie

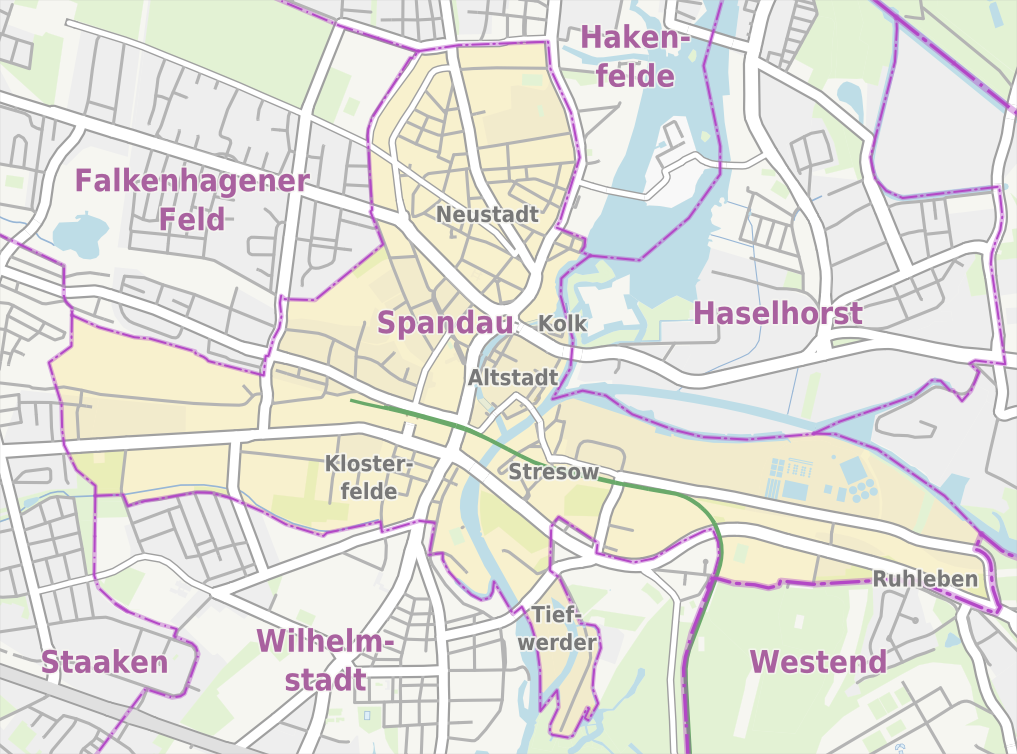
Carte de Spandau et des quartiers limitrophes.

Le quartier se trouve au bord de la rivière Havel, juste au-dessus du confluent avec la Sprée. À l'est, Spandau confine aux quartiers de Siemensstadt et de Haselhorst ; au nord, il s'étend jusqu'au quartier de Hakenfelde, et à l'ouest, il confine aux quartiers de Falkenhagerner Feld et de Staaken. Il est également limitrophe avec le quartier de Berlin-Wilhelmstadt au sud et avec l'arrondissement de Charlottenbourg-Wilmersdorf au sud-est. 
La gare de Berlin-Spandau représente un nœud ferroviaire essentiel, reliée à la ligne de Berlin à Hambourg et la LGV Hanovre - Berlin. Elle est desservie par les trains Intercity-Express, Intercity/Eurocizy, Regional-Express et Regionalbahn et se trouve également raccordée au réseau urbain de la S-Bahn de Berlin.

## Population
Le quartier comptait 38 676 habitants le 1er janvier 2017 selon le registre des déclarations domiciliaires, c'est-à-dire 4 817 hab./km2.

## Histoire
Au Xe siècle, il y avait ici une fortification slave (en allemand : Spandauer Burgwall). Au cours de la Colonisation germanique, les berges de la Havel faisaient partie de la marche de Brandebourg fondée par le comte Albert l’Ours en 1157. Un château ascanien à Spandowe est évoqué pour la première fois dans un document du margrave Othon II en 1197. Les privilèges urbains de la colonie avoisinant sont déjà attestées sous le règne des margraves Jean Ier et Othon III en 1232.

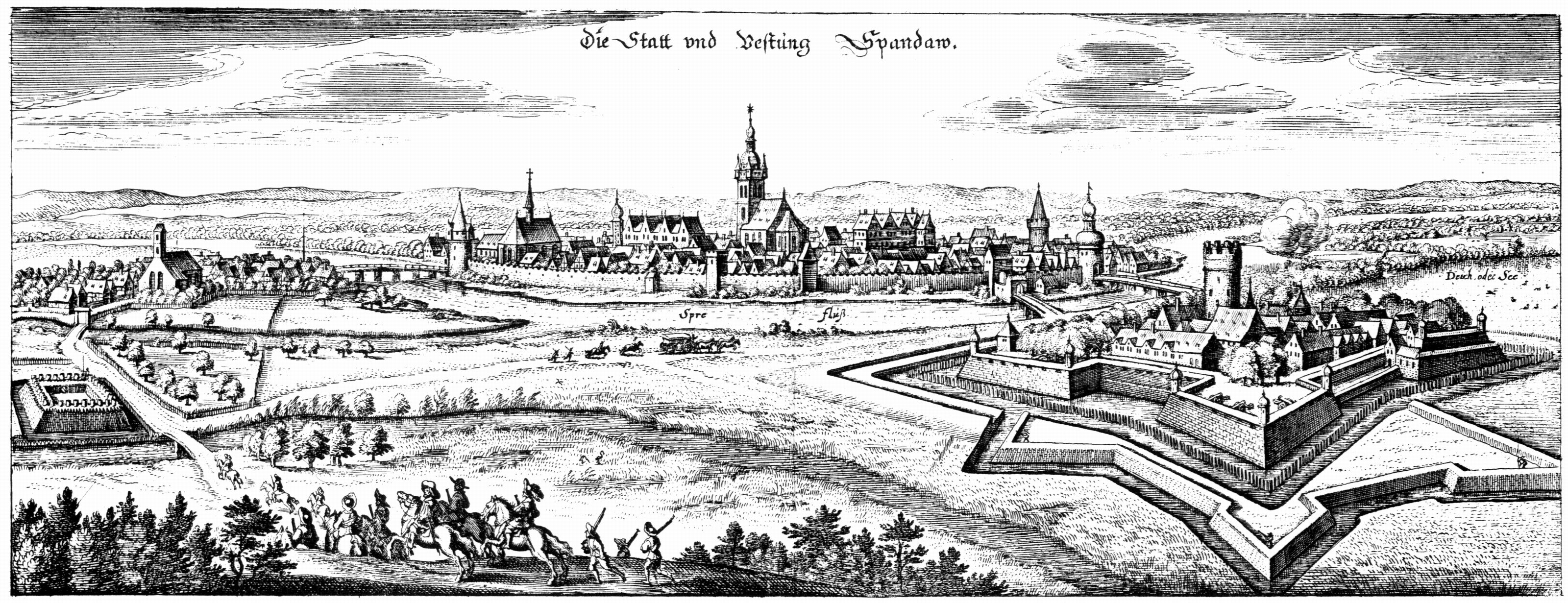
Vue de Spandau et la citadelle, Matthäus Merian, 1633.

Sur ordre du margrave Joachim II Hector de Brandebourg, la citadelle de Spandau a été construite en style Renaissance de 1559 à 1594, sur les plans de Rocco Guerrini (Rochus zu Lynar), aujourd'hui un monument important de l'histoire de Berlin et une des plus anciennes constructions de la capitale allemande. Pendant les campagnes de Napoléon, après la bataille de Saalfeld et celle d'Iéna en 1806, le général Claude-Victor Perrin reçoit la capitulation de la forteresse de Spandau lors de la poursuite de l'armée prussienne.
Avant la création du Grand Berlin en 1920, Spandau constituait l'une des 7 villes indépendantes qui furent annexées à la capitale et qui donna également son nom à l'ancien district qui s'étendait sur tout l'arrondissement actuel. Pendant la séparation de la ville (1948-1989), ce district faisait partie de Berlin-Ouest.
Spandau est resté célèbre pour avoir abrité la prison de Spandau dans laquelle sept anciens dignitaires nazis furent emprisonnés jusqu'au décès du dernier d'entre eux, Rudolf Hess en 1987.

## Transport
La gare de Berlin-Spandau se trouve le long des lignes des chemins de fer de Berlin à Hambourg et de Berlin à Hanovre.

### Gares de S-Bahn
| : Spandau Stresow (de) |

### Stations de métro
| : Rathaus Spandau Altstadt Spandau |